# Karel Šimanovský
Karel Šimanovský, vlastním jménem Karel Šíma (4. listopadu 1825 Skřivaň u Rakovníka – 14. června 1904 Praha), byl český divadelní herec a režisér.

## Životopis
Narodil se v rodině rolníka, začal studovat na německé škole v Rakovníku, přáním rodičů bylo, aby se stal knězem. Z hmotných důvodů musel opustit gymnázium, vyučil se truhlářství a řezbářství.
Upozornil na sebe v ochotnickém divadle staroměstských řemeslníků a tovaryšů a v roce 1845 vstoupil do pražského Stögrova divadla. Až do roku 1848 mu ale herectví bylo jen vedlejším povoláním, dále pracoval jako truhlář. Poté hrál profesionálně ve Stavovském divadle, ale v roce 1851 po zrušení subvencí pro česká představení byl propuštěn. Kočoval necelý rok s J. K. Tylem po venkově u společnosti J. Kullase, pak byl znovu přijat do Stavovského divadla, kde zůstal až do roku 1862. V tomto roce přešel do Prozatímního divadla a v roce 1881 do Národního divadla, kde zůstal až do roku 1898. Dvakrát zde byl jmenován režisérem (1874–6, 1880–1), ale vždy se funkce z osobních důvodů vzdal. V roce 1903 byl zvolen předsedou Ústřední jednoty českého herectva.
Hrál především tragické a hrdinské role (Hamlet, Othello, Král Lear, Julius Caesar v Shakespearových hrách, Rudolf II. ve hře Magelona J. J. Kolára). V 50. a 60. letech 19. století patřil k nejlepším představitelům Schillerových postav. Byl znám především jako vynikající deklamátor, jeho postavám ale mnohdy chyběla živost.
Je pohřben v Praze na Olšanském hřbitově (Olšanský hřbitov VI, odd. 3, hrob 9).

## Citát
| „                  | Rubeš a Tyl našli mne v Karlíně koncem r. 1844. Byl jsem řezbářem, jak se píše ... ono to ale vlastně ani řezbářství nebylo: tak jsem lepil a strojil drobné okrasy, jak to tenkráte bývalo. V prázdné chvíli nedělní jsem hrával s ochotníky a tu jedenkráte přišli oba apoštolové divadelnictví, jak jsme Tylovi a Rubešovi říkali, na nás podívat. Nějak jsem se jim zalíbil a už mě nepustili. | “ |
| — Karel Šimanovský | |   |